# Ручьи (Рамешковский район)
Ручьи — деревня в Рамешковском районе Тверской области.

## География
Находится в восточной части Тверской области на расстоянии приблизительно 15 км на юг-юго-восток по прямой от районного центра поселка Рамешки.

## История
Известна с 1709 года как новопоселенная деревня, что была пустошь Ручьи, владение Никифора Андреевича Ресина, позднее его сыновей. Здесь был 1 кресть¬янский двор и 7 мужчин. В 1859 году во владельческой русской деревне Ручьи было 16 дворов, в 1887 — 46 дворов. В 2001 году в деревне 7 домов местных жителей, 13 домов — собственность наследников и дачников. В советское время работали колхозы «Красные ручьи», «Новиково» и «Вперед». До 2021 входила в сельское поселение Застолбье Рамешковского района до их упразднения.

## Население
Численность населения: 157 человек (1859 год), 246 (1887), 23 (1989), 17 (русские 100 %) в 2002 году, 10 в 2010.